# Harry Potter y las reliquias de la Muerte: parte 1 (banda sonora)
Harry Potter and the Deathly Hallows - Part 1: Original Motion Picture Soundtrack es la banda sonora para la película del mismo nombre, Harry Potter and the Deathly Hallows - Part 1 de David Yates, estuvo compuesta y llevada a cabo por Alexandre Desplat, y lanzada el 16 de noviembre del 2010.

## Información
La música para Harry Potter and the Deathly Hallows: Part 1 está compuesta por el compositor ganador del Globo de Oro y nominado al Óscar, Alexandre Desplat. Desplat es el siguiente a John Williams, Patrick Doyle y Nicholas Hooper en composición de la música para las series de Harry Potter. Williams compuso la música de las primeras tres películas, Doyle compuso la música de la cuarta película, mientras que Hooper trabajó en las bandas sonoras para la quinta y sexta películas. Desplat declaró que compuso hasta septiembre del 2010, con la banda sonora que se lanzó el 16 de noviembre del 2010, tres días antes de la fecha de lanzamiento de la película. Una edición de 4 discos nombrada Limited Edition Collector's Box Set será lanzada el 21 de diciembre de 2010.
En una entrevista, Desplat declaró "empezaremos este verano, me tomará todo el verano. No tendré muchos días festivos, pero de nuevo es por una buena razón - por la banda sonora. Tomaría cada oportunidad para usar el fabuloso tema compuesto por John Williams. Yo diría que no ha sido suficientemente utilizada en las últimas películas, así que si tengo la oportunidad y si el material me lo permite, voy a arreglarlo...voy a hacerlo con gran honor y placer."
Las sesiones de grabación comenzaron el 14 de agosto de 2010. Conrad Pope, uno de los orquestadores de las tres primeras películas de Potter y el orquestador de la supervisión de Reliquias de la Muerte, comentó que la música de Alexandre Desplat es "emocionante y vigorosa" y "aquellos que aman las melodías, armonías y emociones de sus tres primeras partituras deberían estar satisfechos. Recuerda a uno de los viejos tiempos." la banda sonora está producida por Desplat y Pope.
Desplat también compuso para la película final.

## Lista de canciones
El tracklist para Harry Potter and the Deathly Hallows Part 1 fue lanzado en Amazon UK., también algunos temas extras son incluidos a continuación:

| Harry Potter and the Deathly Hallows - Part 1: Original Motion Picture Soundtrack |                             |          |  |
| N.º                                                                               | Título                      | Duración |  |
| 1.                                                                                | «Obliviate»                 | 3:01     |  |
| 2.                                                                                | «Snape to Malfoy Manor»     | 1:58     |  |
| 3.                                                                                | «Polyjuice Potion»          | 3:32     |  |
| 4.                                                                                | «Sky Battle»                | 3:48     |  |
| 5.                                                                                | «At the Burrow»             | 2:35     |  |
| 6.                                                                                | «Harry and Ginny»           | 1:40     |  |
| 7.                                                                                | «The Will»                  | 3:39     |  |
| 8.                                                                                | «Death Eaters»              | 3:14     |  |
| 9.                                                                                | «Dobby»                     | 3:48     |  |
| 10.                                                                               | «Ministry of Magic»         | 1:46     |  |
| 11.                                                                               | «Detonators»                | 2:23     |  |
| 12.                                                                               | «The Locket»                | 1:52     |  |
| 13.                                                                               | «Fireplaces Escape»         | 2:53     |  |
| 14.                                                                               | «Ron Leaves»                | 2:34     |  |
| 15.                                                                               | «The Exodus»                | 1:37     |  |
| 16.                                                                               | «Godric's Hollow Graveyard» | 3:15     |  |
| 17.                                                                               | «Bathilda Bagshot»          | 3:54     |  |
| 18.                                                                               | «Hermione's Parents»        | 5:50     |  |
| 19.                                                                               | «Destroying the Locket»     | 1:10     |  |
| 20.                                                                               | «Ron's Speech»              | 2:16     |  |
| 21.                                                                               | «Lovegood»                  | 3:27     |  |
| 22.                                                                               | «The Deathly Hallows»       | 3:17     |  |
| 23.                                                                               | «Captured and Tortured»     | 2:56     |  |
| 24.                                                                               | «Rescuing Hermione»         | 1:50     |  |
| 25.                                                                               | «Farewell to Dobby»         | 3:43     |  |
| 26.                                                                               | «The Elder Wand»            | 1:36     |  |

| iTunes Bonus Tracks |                                    |          |  |
| N.º                 | Título                             | Duración |  |
| 1.                  | «Voldemort»                        | 4:16     |  |
| 2.                  | «The Dumbledores»                  | 2:09     |  |
| 3.                  | «Bellatrix»                        | 2:11     |  |
| 4.                  | «Making of the Soundtrack (video)» | 2:47     |  |

| Limited Edition Bonus Disc |                                  |          |  |
| N.º                        | Título                           | Duración |  |
| 1.                         | «Voldemort»                      | 4:16     |  |
| 2.                         | «Grimmauld Place»                | 2:09     |  |
| 3.                         | «The Tale of the Three Brothers» | 2:13     |  |
| 4.                         | «Bellatrix»                      | 2:11     |  |
| 5.                         | «My Love Is Always Here»         | 3:05     |  |

## Premios y posicionamiento
El trabajo de Alexandre Desplat recibió varias nominaciones, como la de la International Film Music Critics Association por la mejor banda sonora original para una película de fantasía, también una nominación por parte de Satellite Awards por la mejor Banda sonora original. En 2011 recibe la categoría del mejor Compositor de cine del año por los World Soundtrack Awards en el que se incluyen los trabajos de las musicalizaciones de esta y la película sucesora, ya que también se encargó de componer la música de dicho film.
| Listas (2005)          | Posición |
| ---------------------- | -------- |
| The Billboard 200      | 74       |
| Top Soundtracks        | 4        |
| Top Independent Albums | 6        |